# لييا كيبيدي
لييا كيبيدي (بالأمهرية: ሊያ ከበደ)‏ (و. 1978 – م) هي عارضة، وممثلة من إثيوبيا . ولدت في أديس أبابا .

## روابط خارجية
- لييا كيبيدي على موقع IMDb (الإنجليزية)
- لييا كيبيدي على موقع قاعدة بيانات الأفلام العربية
- لييا كيبيدي على موقع ألو سيني (الفرنسية)
- لييا كيبيدي على موقع أول موفي (الإنجليزية)
- لييا كيبيدي على موقع قاعدة بيانات الفيلم (الإنجليزية)
- لييا كيبيدي على موقع كينوبويسك (الروسية)
- لييا كيبيدي على موقع دليل عارضات الأزياء (الإنجليزية)